# ماري كريستين كويسن روكيتي
ماري كريستين كويسن روكيتي (بالإنجليزية: Marie-Christine Coisne-Roquette) (من مواليد 4 نوفمبر 1956) هي سيدة أعمال فرنسية تعمل كرئيسة ومديرة تنفيذية لشركة سونبار.

## حياتها المُبكرة
وُلدت ماري كريستين كويسن روكيتي في 4 نوفمبر 1956. شاركت كويسن روكيتي جدها هنري كويسن في تأسيس شركة سونبار مع ليوبولد لامبرت في عام 1862؛ والتي كانت كانت شركة نسيج، وأصبحت فيما بعد موزعًا للمعدات الكهربائية.
تخرّجت كويسن روكيتي منجامعة غرب باريس نانتير لاديفونس، حيث حصلت على شهادة في اللغة الإنجليزية والقانون.

## حياتها المهنية
بدأت كويسن روكيتي مسيرتها المهنية كمحامية في عام 1980، عندما انضمت إلى مكتب كابين سونيير للمحاماة، ثم أصبحت مديرة شركة سونبار في عام 1983، وانضمت إلى الشركة في عام 1988. عملت كويسن روكيتي كرئيسة للشركة منذ عام 1998 وشغلت منصب مديرها التنفيذي منذ عام 2002.
تعتبر كويسين روكيتي هي المؤسس والمدير التنفيذي المشارك في تأسيس الصليب الأبيض المالي، كما أسّست أيضًا شركة روكو للصناعات.
شغلت كويسين روكيتي أيضًا عضوية مجلس إدارة شركة Total S.A، وعملت في اللجنة التنفيذية للحركة الفرنسية في الفترة من 2009 إلى 2013. كما تعمل كويسين روكيتي في مجلس إدارة الجمعية الوطنية للإجراءات الاجتماعية.

## حياتها الشخصية
تزوجت كويسن روكيتي من ميشيل روكيت، الذي يعمل في رابطة الأبحاث عن مرض ألزهايمر معها. وفي عام 2016 ، كانت تبلغ قيمة ثروة عائلتها 3.6 مليار؛ واعتُبروا بذلك من أغنى 20 عائلة في فرنسا.